# Pouligny Saint Pierre (queso)
El Pouligny Saint Pierre es un queso francés de la región central, departamento de Indre, que se beneficia de una AOC desde 1976, y DOP a nivel europeo por el Reglamento de la Comisión n.º 1107/96. Se fabrica por un territorio poco extenso de 22 municipios de Blanc, en la parte occidental del Berry, en el corazón del parque natural regional de la Brenne.

## Historia
El Pouligny-Saint-Pierre debe su nombre a una pequeña ciudad del Berry, región en la que hay otros quesos en forma de pirámide hechos con leche de cabra, como el valençay y el levroux. Toda esta región es particularmente apropiada para la ganadería de la cabra, con un clima más cálido y seco que las zonas vecinas, suelos pobres y muy arcillosos. Es un queso tradicional, cuya forma tan particular se remonta al siglo XVIII, se supone que imitando el campanario de la ciudad de Pouligny. Rápidamente adquirió fama, confirmada por la medalla de oro obtenida en el concurso de París de 1901. Obtuvo el reconocimiento como AOC en 1972.

## Elaboración
Es un queso de leche cruda de cabra de raza alpina, saanen o poitevine. Se coloca con cuidado en el molde, para no romper el cuajo, de manera que se asegure una textura muy fina. Si es de fabricación artesanal, se le pone una etiqueta de color verde. Si es industrial, de color rojo. Como todos los quesos AOC, debe llevar el logotipo del INAO, las palabras "Appellation d’Origine Contrôlée" y la denominación del producto.

## Características
El pouligny saint pierre es un queso que tiene una forma muy característica, piramidal, con punta cuadrada. Recibe el mote de «Torre Eiffel». Resulta muy vistoso en tabla de quesos, pero no es una forma fácil de cortar. La corteza de este queso es natural, suave, arrugada y de color marfil cuando el queso es fresco; conforme se va secando, las arrugas se hacen más profundas y surgen mohos superficiales grises, blancos y azules. 
La pasta es tierna, de color blanco a marfil, ligeramente granulosa. Emana un olor característico caprino algo fuerte. El sabor revela complejidad, incluyendo las plantas herbáceas y el vino blanco y acidez que desaparece en boca. Su periodo de degustación óptima es de junio a octubre después de una maduración de 4 a 5 semanas, pero también resulta excelente de marzo a diciembre. 
Marida bien con vinos procedentes del viñedo de Reuilly (Indre), Sancerre, Menetou-Salon o Quincy.

## Denominación de origen
A nivel nacional, en Francia, el Pouligny-Saint-Pierre es reconocido como appellation d'origine contrôlée (AOC) desde 1972. Desde 1996, es una denominación de origen protegida (PDO) ante la Unión Europea. A nivel internacional, cuenta con registro como denominación de origen, conforme al Sistema de Lisboa, ante la Organización Mundial de la Propiedad Intelectual, desde el 5 de julio de 1972.